# Dicrolene filamentosa
Dicrolene filamentosa är en fiskart som beskrevs av Garman, 1899. Dicrolene filamentosa ingår i släktet Dicrolene och familjen Ophidiidae. Inga underarter finns listade i Catalogue of Life.